# Aase Hansen (forfatter)
 For alternative betydninger, se Aase Hansen. (Se også artikler, som begynder med Aase Hansen)
Aase Hansen (11. marts 1893 i Frederiksværk – 9. februar 1981 i Kregme Sogn) var en dansk forfatter, oversætter og litterær konsulent. Hun var student fra Frederiksborg Statsskole og blev cand. mag. (dansk, engelsk, tysk), men virkede kun i sine yngre år i perioder som gymnasielærer og lærer.
Hun debuterede med romanen Ebba Berings Studentertid (1929). Denne roman har såvel som de fleste senere en kvinde som hovedperson og indeholder selvoplevede elementer. Aase Hansen opnåede en stor og trofast læserskare i samtiden.
Hun blev i 1973 æresborger i Frederiksværk.